# GNU Free Call
GNU Free Call est un logiciel similaire à Skype, destiné à fournir des services VOIP décentralisés et sécurisés, pour un usage privé ou pour l'administration publique. Le projet a été initié en mars 2011 et se veut une alternative libre au logiciel privateur Skype.
La solution va s'appuyer sur le protocole standard SIP et sur la solution de routage GNU SIP Witch afin de créer des réseaux maillés sécurisés dédiés à la téléphonie sur internet.
L'annonce du projet s'inscrit dans une stratégie plus large évoquée un mois plus tôt par Eben Moglen et illustre le besoin de nouvelles infrastructures décentralisées de type mesh à l'ère des médias sociaux.